# Ritomeče
Ritomeče – wieś w Słowenii, w gminie Hrpelje-Kozina. 1 stycznia 2017 liczyła 52 mieszkańców.